# Rhantus colymbitoides
Rhantus colymbitoides är en skalbaggsart som beskrevs av Gschwendtner 1932. Rhantus colymbitoides ingår i släktet Rhantus och familjen dykare. Inga underarter finns listade i Catalogue of Life.